# أوربن راين
أوربن راين (بالإنجليزية: Urban Reign)‏ ، هي لعبة فيديو إلكترونية من نوع أضربهم برحاً وقتال ، أنتجت نامكو سنة 2005م، وتدور القصة حول بطلان يواجهان مجموعة من قطاع الطرق في إحدى الشوارع المكتظة بالسكان.

## وصلات خارجية
- أوربن راين على موقع IMDb (الإنجليزية)

- Urban Reign tribute fansite
- أوربن راين على موبي غيمز